# Famille Ráday
La famille Ráday de Ráda (en hongrois : rádai Ráday család) était une famille aristocratique hongroise.